# Az elveszett szoba
Az elveszett szoba (eredeti cím: The Lost Room) egy amerikai háromrészes sci-fi minisorozat, melyet a SyFy televízióadó vetített. Magyarországon az AXN mutatta be 2007. április 1-jén.
A történet középpontjában egy titokzatos – a valóságban nem is létező – motelszoba és számos onnan származó, különleges képességű tárgy áll.
A minisorozat 4 órája alatt számos ilyen tárgy előkerül, titkos társaságok, megszállott gyűjtők bukkannak fel. Főhőse Joe, a gyilkossági nyomozó, akire fiatal pártfogoltja a halála előtti pillanatokban rábíz egy különleges motelszobakulcsot, mellyel minden ajtót ki lehet nyitni. A kulcs ezután kislánya, Anna kezébe kerül, aki ezt követően eltűnik. Joe így kénytelen együttműködni egy bűnszövetkezet tagjával, aki tud ezekről a tárgyakról, és mellesleg annak az ügynek is a gyanúsítottja, melyben éppen Joe nyomoz. A férfi azt állítja, létezik egy bizonyos főtárgy, egy Óra mely a megfelelő tárggyal kombinálva rendkívüli hatalommal bír. Szó esik továbbá még jó néhány különleges tárgyról, mint a Rádió, amivel 9 cm-t lehet nőni, ha a megfelelő adóra hangolják, egy Kabát, mellyel Joe túlél egy lövöldözést, és egy Fésű is, ami képes megállítani az időt.

## Epizódok
A kulcs és az óra
Joe Miller gyilkossági nyomozó soron következő ügyét minden eddiginél szokatlanabb körülmények közt kapja kézhez. Egy zálogházban két férfi összeégett holttestére talál, akik a jelek szerint egy kulcs és egy megszegett egyezség miatt kerültek át a túlvilágra. A kulcs átvétele után Joe rájön, hogy az egy eldugott motelszoba ajtajához tartozik, és csupán egy a megközelítően száz darab,  természetfeletti erővel bíró tárgy közül. Miközben Miller igyekszik a váratlan felfedezés végére járni, a két férfi gyilkosa elrabolja Joe lányát, Anna Millert, akit kizárólag a Kulcsért cserébe hajlandó épségben szabadon engedni. Miller bele is egyezik az ajánlatba, de amikor közelharcra kerül sor, Anna a titokzatos szobában reked, ahonnan a Kulcs nélkül nem tud kiszabadulni.
A fésű és a doboz
Joe Millernek menekülnie kell, miután a rendőrség őt gyanúsítja meg társa megölésével. Eközben szövetségre lép a szépséges Jennifer Bloommal, hogy ezután egy csapatként kutassák fel azt a felbecsülhetetlen értékű Tárgyat, mellyel képes lehet hazahozni lányát, Annát. A keresés során Bloom és Miller többet is megtud a rejtélyes szoba múltjáról.
A szem és az elsődleges tárgy
Miután kiderül, hogy a 10-es szobához tartozik egy „lakó” is, Joe és Karl Kreutzfeld a lakó és még egy új tárgy keresésére indulnak. Később Joe-nak sikerül lehatárolnia egy olyan területet az Egyesült Államokon belül, ahol eddig még soha egyetlen Tárgy sem bukkant fel. Ebből arra következtet, hogy a titokzatos lakó talán épp abban a körzetben él, és valószínűleg megvan az ereje ahhoz, hogy minden bűvös tárgyat távol tartson magától.

## Szereplők
| Szerep           | Színész            | Magyar hang       |
| ---------------- | ------------------ | ----------------- |
| Joe Miller       | Peter Krause       | Selmeczi Roland   |
| Jennifer Bloom   | Julianna Margulies | Zborovszky Andrea |
| Wally Jabrowski  | Peter Jacobson     | Breyer Zoltán     |
| Dr. Martin Ruber | Dennis Christopher | Forgács Gábor     |
| Lou Destefano    | Chris Bauer        | Berzsenyi Zoltán  |
| Anna Miller      | Elle Fanning       | Talmács Márta     |
| Howard Montague  | Roger Bart         | Dolmány Attila    |
| Karl Kreutzfeld  | Kevin Pollak       | Juhász György     |
| Harold Stritzke  | Ewen Bremner       | Katona Zoltán     |